# Palacio Ducal de Fernán Núñez
El palacio ducal de Fernán Núñez (Córdoba, España) fue edificado entre 1783 y 1787. Es uno de los edificios de carácter civil más importantes de la provincia de Córdoba, declarado Bien de Interés Cultural en 1983. De estilo neoclásico, fue mandado construir por Carlos José Gutiérrez de los Ríos, siendo este embajador en la ciudad de Lisboa. El palacio está inspirado en la fachada del Palacio de las Necesidades de la capital portuguesa, donde se encontraba la embajada española por aquel entonces.

## Historia
Antes de la construcción moderna, se encontraba en este lugar una atalaya islámica, que se fortificó con murallas. Asimismo, se ha hallado una fuente del siglo XII. La conquista cristiana llegó a manos de Fernando III el Santo, quien entregó dicha fortificación al noble Fernán Núñez de Témez el 29 de junio de 1236; tras lo cual se erigió un castillo que se configuró como la sede del señorío y posterior condado de Fernán Núñez.
La fisionomía actual llegó con la actuación de Carlos José Gutiérrez de los Ríos, VI conde de Fernán Núñez, que vivió las desastrosas consecuencias del terremoto de Lisboa de 1755, ya que actuó como embajador en Lisboa del monarca Carlos III. Tras el desastroso suceso, la capital lusa se estaba recuperando y se empezó a construir el palacio de las Necesidades, sede de la Embajada de España, donde se encontraba Gutiérrez de los Ríos y de donde tomó inspiración para remodelar el viejo castillo de Fernán Núñez, también afectado por el terremoto. Las obras se llevaron a cabo entre 1783 y 1787 en estilo neoclásico, y continuó siendo vivienda aristócrata hasta 1982, cuando fue cedido por la familia a las autoridades municipales.

### Restauración
En 2003 la Consejería de Cultura de la Junta de Andalucía llegó a calificar su estado de muy deplorable; aunque no se realizó ninguna intervención. En el tramo de los años 2011-2020 se han llegado a invertir unos 1,2 millones de euros, destinados principalmente a fortalecer cimientos, que hicieron prescindir de apuntalamientos en el interior, y recuperar algunas zonas como la capilla de Santa Escolástica, la escalera principal y las cocinas. El Ayuntamiento de Fernán Núñez comenzó las obras definitivas de restauración en noviembre de 2023y, tras varios retrasos debido al afloramiento de restos arqueológicos, se espera que abra al público en 2026. El futuro mobiliario del palacio provendrá del consistorio de Fernán Núñez, que alberga objetos originales del inmueble, y del palacio de Fernán Núñez de Madrid, que dejó de pertenecer a la familia en 1940, cuando fue vendido a la Compañía Nacional de Ferrocarriles del Oeste, más tarde integrado en Renfe, gracias a un acuerdo firmado en 2022.

## Descripción
El palacio forma parte de un conjunto arquitectónico uniforme y muy pintoresco en torno a la plaza de Armas donde, además de encontrarse el Ayuntamiento, existen otras dependencias que estaban destinadas a diversos usos como el mesón del duque, las caballerizas, escuelas, entre otros. 
La capilla de Santa Escolástica debe su denominación a la única hermana del VI conde, Escolástica Gutiérrez de los Ríos, duquesa de Béjar, fallecida en 1782 en Madrid. El obispo de Córdoba, Baltasar de Yusta Navarro, autorizó las obras, y una vez finalizadas, fue bendecida por el canónigo de la Mezquita-catedral Cayetano Carrascal. Alberga planta cuadrangular y cúpula de la que antiguamente colgaba una gran lámpara. Los paramentos de la capilla están decorados con pinturas murales de formas vegetales realizados a principios del siglo XX. En sus hornacinas se custodiaban las imágenes de Santa Escolástica, San Carlos Borromeo y la Resurrección de Cristo, actualmente en la parroquia principal. Las tribunas unían la parte alta de la capilla con las dependencias del conde para su asistencia a misa. En el interior del espacio religioso se puede observar una inscripción.

A honra y gloria de Dios y memoria y sufragio de la Excelentísima Señora Doña Escolástica Carlota Gutiérrez de los Ríos y Rohan duquesa viuda de Bexar que falleció en Madrid a la edad de 35 años en 5 de octubre de 1782, erigio y doto esta capilla de Santa Escolástica con capellanía y misa diaria por su alma y en el de su aniversario de su fallecimiento, su hermano Carlos Joseph, vigésimo segundo señor y sexto Conde de esta villa. Año de 1783.

Una de las dos torres que coronan el edificio está construida sobre los restos de la antigua fortaleza o torre de Fernán Núñez, que este capitán conquistó a los árabes. Estos restos aún hoy se pueden apreciar, junto con el cañón y las ocho bombardas empotradas en la torre y arrebatadas por Diego Gutiérrez de los Ríos y Guzmán, II conde de Fernán Núñez, al almirante inglés Robert Blake en 1657 en una contienda marítima en aguas de Cádiz.
Detrás del palacio se encuentran sus restaurados jardines, abiertos al público durante los veranos. Albergan una superficie de aproximadamente 1.200 metros cuadrados, dispuestos en tres terrazas para aprovechar el desnivel del terreno. Tienen forma trapezoidal.